# Новий коронавірус
Новим коронавірусом (nCoV) є недавно виявлений коронавірус медичної значущості і ще остаточно не названий. Хоча коронавіруси є ендемічними в організмі людини й інфекції, як правило, легкі (такі як застуди, які викликають коронавіруси людини в 15 % випадків), міжвидові передачі спричинили кілька незвично вірулентних штамів, які можуть викликати вірусні пневмонії, а у важких випадках — навіть гострий респіраторний дистрес-синдром.

## Види
Такі віруси спочатку називають «новим коронавірусом», часто із додаванням року відкриття, перш ніж отримати постійне позначення:
| Первісна назва | Офіційна назва | Неофіційні назви                                                                                       | Першоджерело     | Місце виявлення           | Викликає хворобу                                                             |
| -------------- | -------------- | --- | ---------------- | ------------------------- | ---------------------------------------------------------------------------- |
| 2019-nCoV      | SARS-CoV-2     | Вірус SARS 2, коронавірус Уханя                                                                        | ящери, кажани    | Ухань, Китай              | COVID-19                                                                     |
| 2012-nCoV      | MERS-CoV       | Вірус Близького Сходу, вірус MERS, коронавірус близькосхідного респіраторного синдрому, верблюжий грип | верблюди, кажани | Джидда, Саудівська Аравія | Близькосхідний респіраторний синдром (MERS)                                  |
| 2005-nCoV      | HCoV-HKU1      | Вірус Нью-Гейвен (New Haven virus)                                                                     | миші             | Гонконг, Китай            | не названо, вкрай рідкісна, зазвичай м'який варіант коронавірусного синдрому |
| 2002-nCoV      | SARS-CoV       | Вірус SARS, коронавірус SARS                                                                           | куниці, кажани   | Фошань, Китай             | Тяжкий гострий респіраторний синдром (ТГРС, SARS)                            |
| 1. 2. 3.       |                | |                  |                           |                                                                              |

Всі чотири віруси є частиною роду бетакоронавіруси в родині коронавірусів.
Постійну офіційну назву для вірусів і хвороб визначає Міжнародний комітет з таксономії вірусів та Міжнародний класифікатор хвороб відповідно.